# Aziatische steenpatrijs
De Aziatische steenpatrijs (Alectoris chukar), ook wel chukarpatrijs genoemd, is een patrijs uit het geslacht Alectoris. Hij wordt ongeveer 29 tot 32 cm groot.

## Verspreiding en leefgebied
De Aziatische steenpatrijs heeft een groot verspreidingsgebied in het zuiden van Europa tot diep in Azië. Hierbinnen worden 14 ondersoorten onderscheiden:
- A. c. kleini (het noorden van Griekenland, Bulgarije en Turkije tot aan de Kaukasus)
- A. c. cypriotes (Kreta, Rhodos, Cyprus en het zuiden van Midden-Turkije)
- A. c. kurdestanica (Zuidoost-Turkije, Noord-Syrië, Noord-Irak tot Noord-Iran)
- A. c. sinaica (Syrië tot de Sinaï)
- A. c. werae (Oost-Irak, Zuidwest-Iran)
- A. c. koroviakovi (Noordoost- en Oost-Iran tot West-Pakistan)
- A. c. subpallida (Turkmenistan tot het midden van Oezbekistan en Noord-Afghanistan)
- A. c. falki (West-Oezbekistan tot het noorden van Midden-Afghanistan en West-China)
- A. c. dzungarica (Oost-Kazakhstan en West-China tot Noordwest-Mongolië)
- A. c. pallida (Xinjiang)
- A. c. pallescens (Noordoost-Afghanistan tot West-Tibet)
- A. c. chukar (Oost-Afghanistan tot in Nepal)
- A. c. potanini (West-Mongolië, Noordwest-China)
- A. c. pubescens ( Xinjiang tot Zuidwest-Mongolië en Ningxia)

Ten behoeve van het jachtgenot is de Aziatische steenpatrijs met wisselend succes uitgezet in de volgende landen:
Frankrijk, Duitsland, Noorwegen, Italië, Portugal, Spanje, Noord-Macedonië en de andere landen van ex-Joegoslavië, Bahrein, Sint-Helena, Ascension, Tristan da Cunha; Zuid-Afrika, Nieuw-Zeeland, Canada en de Verenigde Staten.

### Leefgebied
Hij leeft redelijk hoog in de bergen, op kale hellingen met enkel wat gras en lage struikjes. De patrijs eet voornamelijk zaden en onkruiden en zomers ook insecten.

## Status
Omdat de Aziatische steenpatrijs een enorm groot verspreidingsgebied heeft, is de kans op de status kwetsbaar (voor uitsterven) uiterst gering. De grootte van de populatie wordt geschat op 5-35 miljoen volwassen vogels en is waarschijnlijk stabiel. Om deze redenen staat deze steenpatrijs als niet bedreigd op de Rode Lijst van de IUCN.

## In gevangenschap
De vogel wordt veel in gevangenschap gehouden. Het is een van de makkelijkst te houden soorten patrijzen. In de Verenigde Staten zijn er grote farms waar deze patrijzen met duizenden tegelijk in kooien gefokt worden, om daarna geslacht te worden of uitgezet te worden voor de jacht. In Nederland worden ze alleen maar op kleine schaal gefokt door liefhebbers, die deze mooie vogels graag in de volière hebben.